# Puig d'en Figa
El Puig d'en Figa és una muntanya de 352 metres que es troba al municipi de Quart, a la comarca catalana del Gironès.